# Fimbristylis vagans
Fimbristylis vagans är en halvgräsart som beskrevs av Stanley Thatcher Blake. Fimbristylis vagans ingår i släktet Fimbristylis och familjen halvgräs.
Artens utbredningsområde är Queensland. Inga underarter finns listade i Catalogue of Life.